# Salenstein
Salenstein est une commune suisse du canton de Thurgovie, située dans le district de Kreuzlingen.

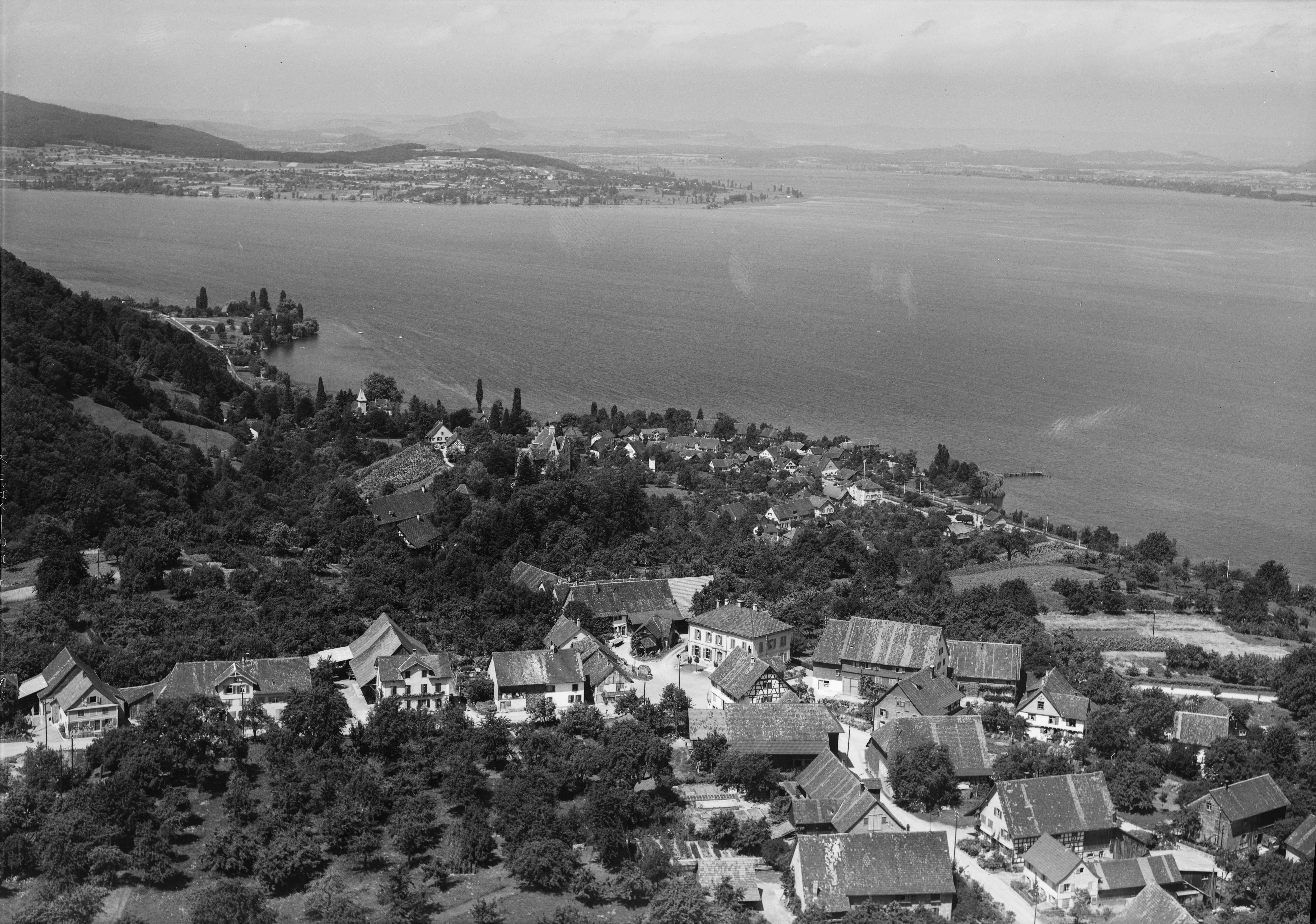
Photo aérienne (1954).

## Personnalités

### Bourgeois d'honneur
Le conseil communal peut accorder la bourgeoisie d'honneur à une personne qui a rendu des services importants à la Suisse, au canton de Thurgovie ou à la commune, ou qui s'est distinguée par des mérites exceptionnels. S'il s'agit d'un étranger, la commune doit, avant toute chose, obtenir l'assentiment du Conseil d'État. La bourgeoisie d'honneur est personnelle et intransmissible. Napoléon III a obtenu la bourgeoise d'honneur.